# پلاسیدو (تگزاس)
پلاسیدو (به انگلیسی: Placedo) یک منطقهٔ مسکونی در ایالات متحده آمریکا است که در تگزاس واقع شده‌است. پلاسیدو ۱٫۶ کیلومتر مربع مساحت و ۶۹۲ نفر جمعیت دارد.